# East Morton
East Morton är en by i Bradford i West Yorkshire i England. Byn är belägen 22 km 
från Leeds. Orten har 1 152 invånare (2016).